# Propylhexedrin

Strukturformel för de två enantiomerer som ingår i (±)-propylhexedrin.

Propylhexedrin, summaformel C10H21N, är ett centralstimulerande medel och kärlsammandragande preparat. Substansen är relaterad till metamfetamin men har en cyklohexanring istället för en bensenring.
Substansen är narkotikaklassad i Sverige och ingår i förteckning II, men finns för närvarande inte upptagen i förteckningarna i internationella narkotikakonventioner.